# Bánhidi Lilla
Bánhidi Lilla (Miskolc, 1978. január 9. –) magyar újságíró, az RTL Híradó egészségügyi riportere, szociálpedagógus.

## Élete és tanulmányai
Miskolcon született, majd Felsőzsolcán nőtt fel. Itt a Felsőzsolcai Szent István Katolikus Általános Iskola, majd a miskolci Avasi Gimnázium tanulója volt. Diplomáját 2001-ben szerezte szociálpedagógusként a Szent István Egyetemen.
Újságírói pályáját Miskolcon kezdte meg, dolgozott rádiós műsorvezetőként, televíziós riporterként, de szociális munkásként is, ami az eredeti szakmája. Egy gyakornoki lehetőség miatt került Budapestre, a Magyar Televízióhoz, megjárta az ATV-t is, 2007 óta pedig az RTL-nél szerkesztő-riporter. 2019-ben megalapította a Teátroom Lakásszínházat, ahol a SzövegTest társulat vezetője. Írói munkássága 2020 tavaszán ért el áttörést: a Prae Kiadó krimipályázatán második helyen végzett novellája. Első regénye, a Sorsod Borsod krimi hozott számára országos ismertséget.
Férje munkája miatt kétlaki életet él, Magyarország és Tirol között ingázik. A külföldön töltött időszakok alatt németet tanult és itt ismerkedett meg a térségben népszerű regionális krimi műfajával, amely nagyban inspirálta első regényének tematikáját és helyszínválasztását is.

## Pályafutása
Pályáját szociális munkásként kezdte Miskolcon, ahol a hajléktalanellátásban dolgozott: 2001-2002 között volt a Napfényt az Életnek Alapítvány hajléktalanszállóin. Ezután körülbelül húsz éven át tevékenykedett a média különböző területein újságíróként, riporterként és szerkesztőként. 2002 és 2005 között először az Európa Rádió riportere, hírszerkesztője, majd műsorvezetője volt, később pedig dolgozott a Miskolc Városi Televízió és a Pulzus Info TV szerkesztőjeként, a Sztár FM műsorvezetőjeként és a Reform hetilap külsős újságírójaként is.
Budapestre az MTVA miatt került, ahol gyakornoki lehetőséget kapott: 2005-2006 között volt a Magyar Televíziónál Az este szerkesztő-riportere. Ezután az ATV Híradó politikai szerkesztő-riportereként dolgozott 2006 és 2007 között, majd 2007-ben az RTL-hez került egészségügyi, egészségpolitikai riporterként.
Munkája mellett kommunikációs kampányokkal dolgozott, valamint kommunikációs tréningeket tartott felsővezetők, politikusok számára. 2013-ban az ELTE Régészet képzésén oktatott kommunikációt, sajtóban megjelenést.
2019-ben megalapította a Teátroom Lakásszínházat, első bemutatójuk, a Mozdulat-Sor Est 2019 áprilisában debütált. A lakásszínház a színházi estek mellett improvizációs esteknek, krimijátékoknak, könyvkluboknak, felolvasóesteknek és workshopoknak is otthont ad. A SzövegTest társulat vezetője, melynek tagjai írók, zenészek, kortárs táncosok és live act zenészek.
Írással néhány éve foglalkozik tudatosan. A Centrál Média Akadémián Totth Benedek és Szurovecz Kitti, a Magyar Íróképzőben Zsiga Henrik tanítványa volt. A Péterfy Akadémia képzésein és magánóráin Péterfy Gergelytől tanult kreatív írást, de részt vett Tallér Edina több írói workshopján is, akinek a műhelyének állandó és aktív tagja. Emellett Kukorelly Endre workshopjaira jár.
2024-ben tárcanovella rovatot indított a Könyves Magazinban A töltőm ott maradt címmel. 2025 tavaszán csatlakozott a Glamour szerzőihez, kriminovelláit exkluzív tartalomként teszi közzé a GLAMOUR Plusz oldalán minden hónapban.

### Sorsod Borsod
Bánhidi Lilla már gyermekkorában a krimi ragongójává vált Agatha Christie művei hatására és éveken keresztül kizárólag az írónőtől olvasott. Mindig is érdekelték a hátborzongató történetek és már fiatalon eldöntötte, hogy egyszer maga is krimit fog írni. Az írás iránti szenvedélye újságírói pályájával párhuzamosan bontakozott ki. Bár már korábban elkezdett dolgozni egy regionális krimin, az igazi áttörést a Prae Kiadó krimipályázata hozta 2020-ban, ahol novellájával második helyezést ért el.
Első regénye, a 2023-ban, hároméves munkát követően megjelent Sorsod Borsod az első bűnügyi regény, amely felkerült a Margó-díj - a legjobb első prózakötetes szerzőnek járó elismerés - top tízes listájára és végül a harmadik helyet zsebelte az abban az évben nevező 34 alkotás közül. A regény azonban nem csak emiatt számít úttörőnek: Magyarország első regionális krimije, mely kifejezetten a borsodi régióban, azon belül is többnyire Miskolcon játszódik. A műfaj sajátossága, hogy megjeleníti a helyi kultúrát és a helyi identitást, azaz regionális cimkéket alkalmaz: bemutatja a régió sztereotípiáit, alkalmazza az ismert kliséket, ikonikus helyszíneket sorakoztat fel, helyi szokásokra alapoz, sőt még a jellegzetes helyi dialektust is a szövegbe emeli. A helyszín így meghatározóvá válik mind a cselekmény, mind a nyelvezet, mind a karakterábrázolások szempontjából: a tájnyelv, a helyi identitás és szokások, valamint a társadalmi viszonyok és problémák, de még az ismert helyszínek is mind a cselekmény szerves részét képezik. Mindez pedig nem véletlen. Az írónő szerint a borsodi régió a legalkalmasabb helyszín, köszönhetően a zártabb közösségnek és az erős lokális identitásnak: „Mindenkinek van egy elképzelése Borsodról, és a helyieknek is megvan az elképzelésük saját magukról. Izgalmasnak tartottam bemutatni ezt a környezetet.” A Prae Kiadó gondozásában megjelent regény ráadásul pont Miskolc születésnapján, május 11-én vált mindenki számára elérhetővé a könyvesboltokban.
Nemcsak a helyszínt, a krimi fő karaktereit, kifejezetten a rendőrség tagjait is saját tapasztalataiból merítve alkotta meg az írónő. Még szociális munkás hallgatóként szegődött három hónapos gyakorlatra a Miskolci Rendőrkapitánysághoz, azon belül is az ifjúságvédelmi, majd az életvédelmi alosztályhoz. Itt a nyomozók befogadták és ahova lehetett, vitték magukkal, hogy mindent megmutassanak neki. “Nem csak a munkájukba, a magánéletükbe is beleláttam. Az összetartásuk, a csapatszellemük lenyűgözött. Belőlük inspirálódtam, mikor megalkottam a regény fő karaktereit” - árulta el egy interjú során.
A regény sajátossága továbbá, hogy tartalmaz egy borsodi kifejezéseket gyűjtő szótárt, valamint egy zenei listát is, mely azokat a könyvben is szereplő dalokat gyűjti, amik Miskolcról szólnak, vagy miskolci zenészek szerzeményei. A listához tartozó QR-kód segítségével az olvasók a zenei idézeteknél a zeneszámokat rögtön meg is tudják hallgatni.
A krimihez Mészöly Ágnes írt ajánlót, amelyben kiemelte: “A Prae Kiadó Krimi Ma sorozata a Sorsod Borsod megjelenésével újabb remekművel gazdagodott, amely a hagyományokhoz híven körömrágósan izgalmas, mellbevágóan fordulatos, és úgy minden ízében hazai, hogy a nemzetközi mezőnyben is kiemelkedő regény.”

## Szakmai elismerések
- Év riportere díj RTL Magyarország (2008)
- Kopp Mária Hírszerkesztői-Díj (2013)
- Margó-díj, 3. helyezett (2023) - Sorsod Borsod
- Szabó Lőrinc Irodalmi Díj (2025)
- Magyar Orvosi Kamara Média Díj (2025) - RTL Híradó Egészségügyi rovat 4 riportere

## Művei
- Sorsod Borsod. Budakeszi: Prae. 2023.  = Krimi ma,  ISBN 978-615-6199-86-7 ISSN 2676-8526